# Burbank, Ohio
Burbank är en ort i Wayne County i delstaten Ohio, USA.